# 市川貴之 (野球)
市川 貴之（いちかわ たかゆき、1981年1月19日 - ）は、神奈川県出身のプロ野球審判員。袖番号は35。独立リーグの審判員経験者としては、初めてNPB一軍戦で球審を務めた人物である。
BCリーグ・信濃グランセローズに所属していた同名の元野球選手とは別人。

## 来歴・人物
荏田高校、東海大学を卒業後、ジム・エバンス審判学校に所属。独立リーグ・四国アイランドリーグで審判員を担当し、2007年からプロ野球のセントラル・リーグ審判員となった。
近年の審判員が球審を務める際、大半の審判員はスロートガード一体型のマスクを使用しているが、市川はスロートガード装着型のマスクを使用している。なお、2016年シーズン以降は、黄色パッドのスロートガード一体型マスクを使用している。また、見逃し三振の際は片脚を上げて、両腕でガッツポーズを取るような派手なアクションが特徴。
2010年8月1日の横浜対ヤクルト戦では4年目ながら初球審を務めた（独立リーグ経験の審判では初）。
2016年にはオールスター初出場を果たし、第2戦（7月16日、横浜スタジアム）で球審を務めた。
2022年の日本シリーズで日本シリーズ初出場を果たし、第3戦では球審を務めた。オフに審判員奨励賞を受賞した。

## 審判出場記録
- 初出場：2010年4月24日、横浜ベイスターズ対東京ヤクルトスワローズ5回戦（横浜スタジアム）、二塁塁審。
- 出場試合数：1032試合
- オールスター出場：1回（2016年）
- 日本シリーズ出場：2回（2022年、2023年）

（記録は2024年シーズン終了時）

## 表彰
- イースタン・リーグ優秀審判員：1回（2012年）
- 審判員奨励賞：1回（2022年）